# Leucozonia ocellata
Leucozonia ocellata är en snäckart som först beskrevs av Gmelin 1791.  Leucozonia ocellata ingår i släktet Leucozonia och familjen Fasciolariidae. Inga underarter finns listade i Catalogue of Life.